# 血蟒
血蟒（學名：Python curtus）是蛇亞目蟒科蟒屬下的一個無毒蛇種，主要分布於東南亞，目前已有三個亞種被確認。

## 特徵

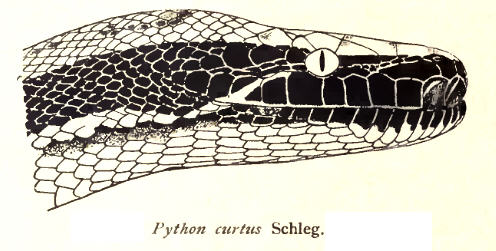

成年的血蟒能成長至1.5至1.8米長，身體亦會變得非常粗壯。血蟒的尾巴長度相對其身體長度而言，顯得特別的短，因此血蟒亦被稱為「短蟒」、「短尾蟒」。牠們的身體顏色偏灰暗，身上有著許多密集而碩大的圓斑，這些圓斑通常是紅色或深紅色的。

## 地理分布
血蟒主要分布於東南亞，包括泰國、馬來西亞、馬來半島及蘇拉威西島等。其標本產地是「蘇門答臘」。

## 棲息及習性
血蟒多出沒於熱帶雨林、灌木林或靠近水源的草原。牠們主要進食齧齒目（如鼠類），有時也會進食其它品種的哺乳類動物，間中也會進食鳥類。繁殖方面，血蟒屬於卵生蛇種，母蛇每次約能誕下十二枚左右的蛇卵，雌蛇會對蛇卵進行孵育。幼蛇約於兩至三個月後破殼而出，身體約已長達30公分。由於血蟒被認為是具備侵略性的，不過有養育血蟒者認為血蟒只要經過培育調教後，能變得相當順從飼養者。

## 亞種
| 亞種       | 學名及命名者                                    | 異稱         | 地理分布         |
| ---------- | ----------------------------------------------- | ------------ | ---------------- |
| 婆羅洲血蟒 | Python curtus breitensteini，Steindachner，1880 | 婆羅洲短尾蟒 | 婆羅洲           |
| 紅血蟒     | Python curtus brongersmai，Stull，1935          | 馬來亞短尾蟒 | 新加坡、馬來半島 |
| 黑血蟒     | Python curtus curtus，Schlegel，1872            |              | 蘇門答臘         |

## 備註
1. 1 2 3  McDiarmid RW、Campbell JA、Touré T：《Snake Species of the World: A Taxonomic and Geographic Reference, vol. 1》頁511，Herpetologists' League，1999年。ISBN 1-893777-00-6
2. 1 2 3  . ITIS. 2007  [11 September, 2007].
3. 1 2 3 4  Mehrtens JM：《Living Snakes of the World in Color》頁480，紐約：Sterling Publishers，1987年。ISBN 0-8069-6460-X

## 外部連結
- （英文）TIGR爬蟲類資料庫：血蟒
- （英文）關於婆羅洲血蟒